# Crystal Lake (Illinois)
Crystal Lake – miasto w Stanach Zjednoczonych, w stanie Illinois, w hrabstwie McHenry.